# Heisdorf (Luxemburg)
Heisdorf (Luxemburgs: Heeschdrëf) is een plaats in de gemeente Steinsel en het kanton Luxemburg in Luxemburg. Heisdorf telt 1558 inwoners (2001).

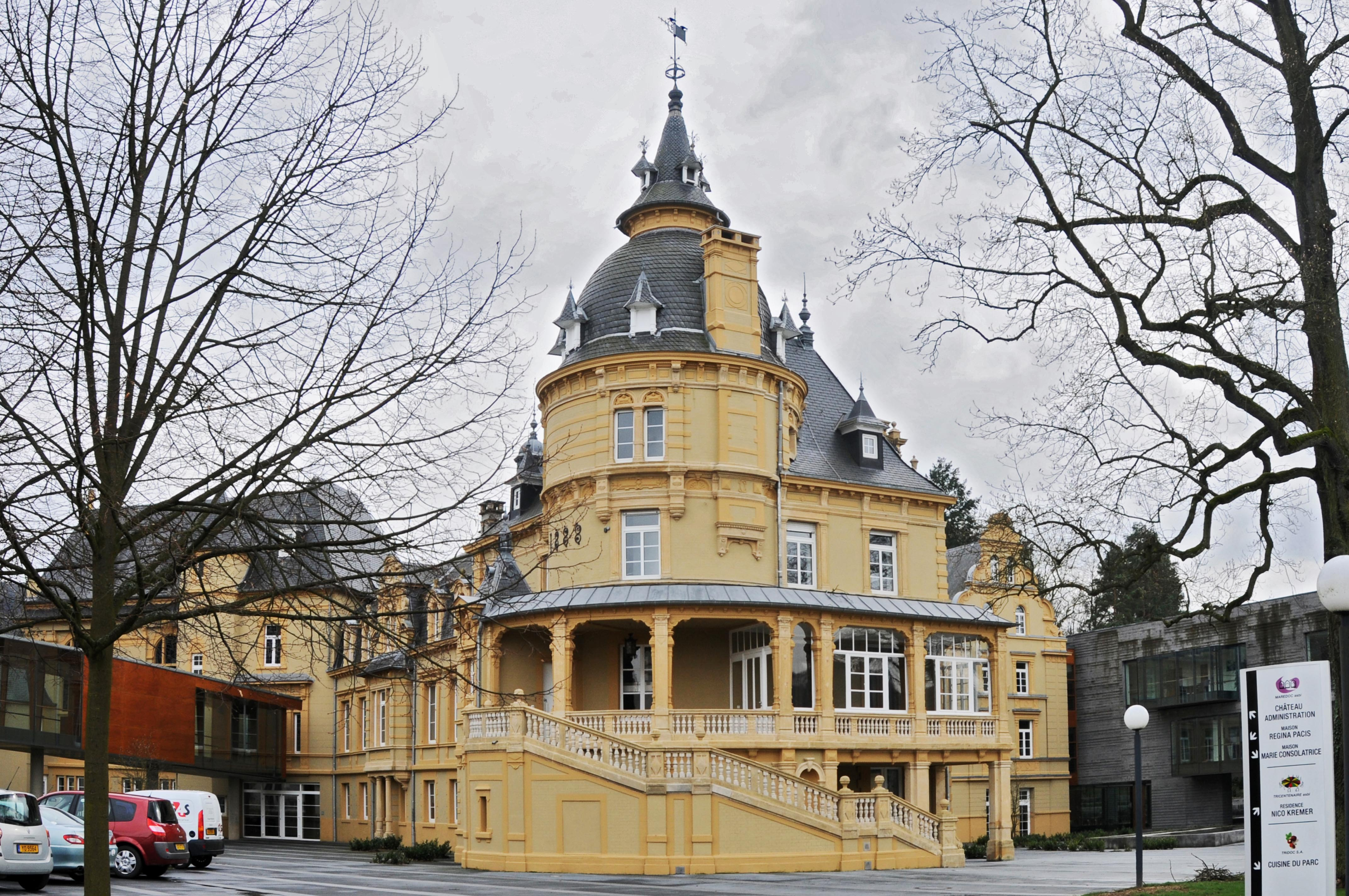
Slot van Heisdorf
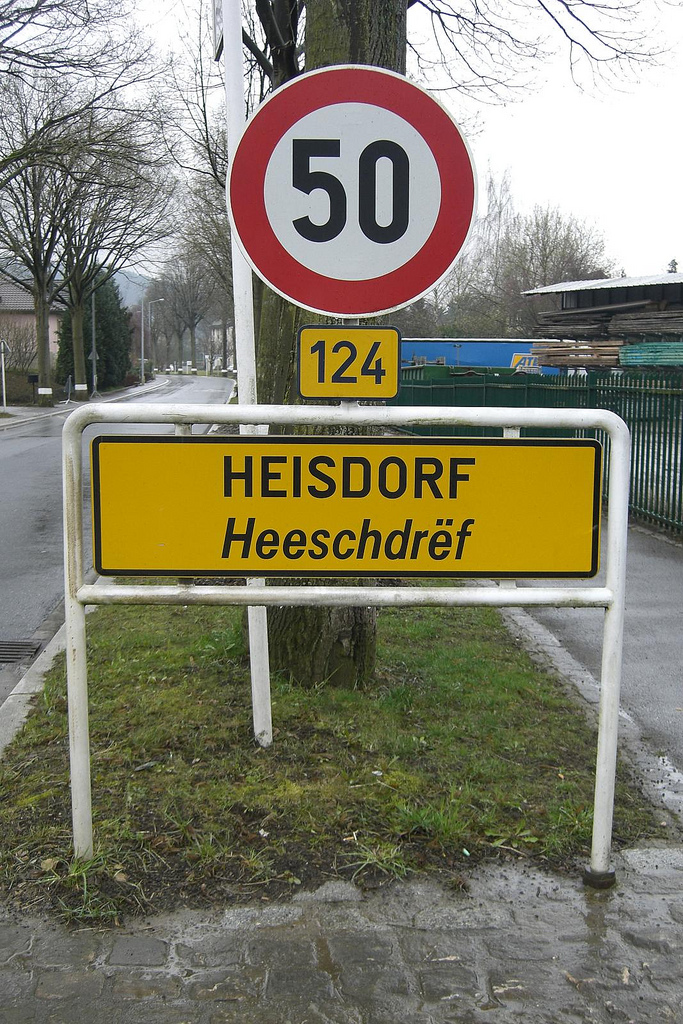